# حفظ معتمد على السلوك

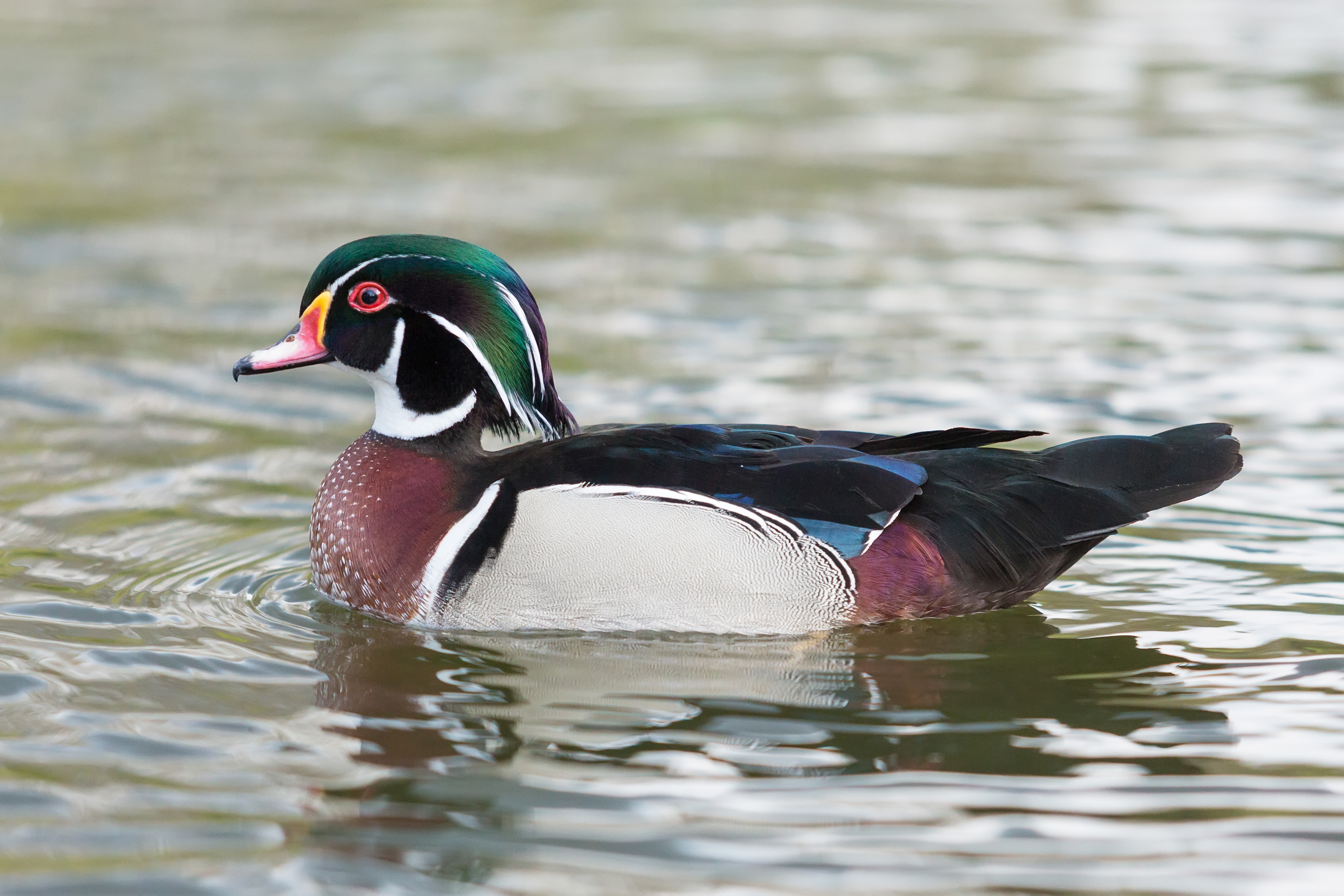

حفظ الأنواع المعتمد على السلوك (بالإنجليزية: conservation behavior)‏ هو مجال متعدد التخصصات يدرس كيفية مساعدة سلوك الحيوان في حفظ التنوع الحيوي، ويشمل الأسباب المباشرة والنهائية للسلوك ويدمج بين تخصصات من ضمنها علم الوراثة، وعلم وظائف الأعضاء (الفيزيولوجيا)، وعلم البيئة السلوكي، والتطور.

## مقدمة
يهدف الحفظ المعتمد على السلوك إلى تطبيق فهم سلوك الحيوان لحل المشكلات في مجال علم الحفظ الحيوي. قد تنشأ هذه المشكلات أثناء الجهود التي تهدف إلى حفظ الأنواع، مثل تربية الحيوانات الأسيرة، وإعادة إدخال الأنواع، وربط المحميات، وإدارة الحياة البرية. يمكن أن ينجح علماء الأحياء جهود حفظ الأنواع تلك باستخدام أنماط سلوك الحيوانات. ويمكن تحقيق ذلك عن طريق فهم الأسباب المباشرة والنهائية للمشكلات التي تنشأ. على سبيل المثال، يمكن لفهم كيفية تأثير العمليات المباشرة على البقاء أن يساعد علماء الأحياء على تدريب الحيوانات التي نشأت في الأسر على التعرف على المفترسات بعد إطلاقها. للأسباب النهائية فوائد جلية بالنسبة للحفظ الحيوي. على سبيل المثال، يمكن لفهم العلاقات الاجتماعية التي تؤدي إلى الصلاحية أن يساعد علماء الأحياء على إدارة الحياة البرية التي تبدي ظاهرة قتل الصغار.
قد تحظى مشاريع حفظ الأنواع بفرصة أفضل للنجاح إذا بحث علماء الأحياء عن فهم أعمق لكيفية اتخاذ الحيوانات القرارات التكيفية.
في حين أن السلوك الحيواني والحفظ الحيوي متشابكان من الناحية النظرية، ولكن فكرة استخدام سلوك الحيوان في إدارة حفظ الأنواع لم تستخدم لأول مرة إلا في عام 1974. منذ ذلك الحين، بدأ حفظ الأنواع المعتمد على السلوك يأخذ تدريجيًا مكانة بارزة من خلال زيادة الأبحاث المنشورة في هذا المجال منذ منتصف تسعينيات القرن الماضي بالترافق مع تشكيل جمعية سلوك الحيوان وتشكيل لجنة لدعم حفظ الأنواع المعتمد على السلوك. أظهر عدد من الدراسات أن سلوك الحيوان يمكن أن يكون أحد الاعتبارات المهمة التي ينظر فيها في مشاريع حفظ الأنواع. والأهم من ذلك، إن تجاهل سلوك الحيوان في مشاريع حفظ الأنواع قد يؤدي إلى فشلها. تؤكد الدعوات الأخيرة لتعزيز التكامل بين السلوك وعلم وظائف الأعضاء للدفع بعلم حفظ الأنواع نحو الأمام على الاعتراف المتزايد بأنه من المستحيل عند دراسة الحيوانات في الطبيعة فصل السلوك عن علم وظائف الأعضاء.

## التطبيقات

### حفظ وإدارة الحياة البرية
يمكن أن يساعد فهم سلوك الحيوان على الحد من التأثير البشري على البيئة. يُعنى حفظ الحياة البرية بحماية الأنواع ومواطنها من تأثيرات التطور البشري. تُعنى إدارة الحياة البرية بالسيطرة على الأنواع البرية واستغلالها لتحقيق الغاية المرجوة مع الحفاظ على استمراريتها وتوافرها. نظرًا إلى أن الإدارة غالبًا ما تكون مكونًا من مكونات استراتيجيات حفظ الأنواع، فإن دمج معرفة سلوك الحيوان مع إدارة الحياة البرية لديه القدرة على تحسين نتائج مشاريع حفظ الأنواع. يمكن أن يساعد هذا الفهم لسلوك الحيوان المديرين في تنفيذ تصاميم أفضل للمحميات الطبيعية ومحميات الحياة البرية، والتقليل من الصراع بين الإنسان والحياة البرية، وفهم وإدارة استجابات الأنواع على الضغوطات البيئية التي يسببها الإنسان، وإدارة الأنواع المُدخلة.
يحاول مديرو الحياة البرية بشكل عام إنشاء محميات للحياة البرية لحماية مواطن الأنواع المهددة. سلوك الحيوانات المستهدفة هو محور تصميم الحجم والشكل والموقع والموطن في تلك المحميات. على سبيل المثال، تقع العديد من محميات الطيور في أمريكا الوسطى والجنوبية في الجبال العالية، ولكن في إحدى الحالات غادر 25% من الطيور المحلية المناطق المحمية بحثًا عن المرعى. يتضمن فهم السلوك الزيادة العددية في المجتمع، والاستقرار، والتفريخ، والبحث عن الطعام، وتحديد المنطقة، والحركة اليومية، وأنماط الهجرة الموسمية؛ وكل ذلك مهم لنجاح حفظ الأنواع.
يمثل تقليل النزاع بين الإنسان والحياة البرية تحديًا مستمرًا في إدارة وحفظ الحياة البرية. يمكن أن يساعد التحكم السلوكي في التخفيف من بعض النزاعات، مثل هجوم الحيوانات المفترسة على الماشية أو تخريب المزروعات وذلك من خلال طرد الحيوانات باستخدام المصابيح الوميضية، أو الأصوات أو الإشراط المنفر أو الطعوم المنفرة. ليس البشر هم الوحيدون المعرضون للتضرر من النزاعات متكررة مع الحيوانات، بل يمكنهم أيضًا إحداث ضغط بيئي على الحيوانات. يمكن أن يبدأ البشر في التخفيف من هذه الضغوطات من خلال فهم السلوكيات، مثل تأثير السياح على الحياة البرية في المحميات.

### تخفيف تدهور الأنواع
نظرًا إلى أن بقاء الحيوان ونجاحه في عملية التكاثر يعتمد على سلوكه، فإن معرفة السلوك ضرورية لإيقاف تدهور الأنواع البرية المهددة. يمكن استخدام فهم السلوك في التقليل من الصيد العرضي للأنواع السمكية، وإعادة تأسيس مجتمعات تكاثرية، وزيادة معدلات التكاثر. ساعد فهم سلوك الأسماك على التقليل من الصيد العرضي عن طريق تحسين انتقائية معدات الصيد. يمكن فصل الأنواع تبعًا لاستجابتها الأولية تجاه فتحة شبكة الصيد، وموقعها ضمن الشبكة، واستجابتها للمشعرات الحسية البصرية الحركية.
يمكن أن يساعد استخدام الخصائص السلوكية المشابهة في التقليل من الضياع الهائل الذي يحدث غالبًا أثناء الصيد الصناعي وأن يساعد في الإدارة المستدامة للمسامك.
يمكن عكس حالة التدهور لدى الأنواع المتدهورة في بعض الأحيان عن طريق زيادة التكاثر من خلال السلوك. يستطيع علماء الأحياء عن طريق التلاعب بالمؤشرات السمعية والشمية والبصرية للحيوانات جذب الحيوانات إلى مناطق التزاوج وزيادة عدد الأفراد المتزاوجة. طُبقت هذه الطريقة بشكل أكثر نجاحًا في مجتمعات الطيور. على سبيل المثال، جذبت الأصوات المسجلة الطيور البحرية إلى مناطق تكاثرها التاريخية ومناطق تكاثر جديدة. بالمثل، فإن إضافة البيض إلى أعشاش الأفراد المذكرة من بعض أنواع الأسماك قد تشجع زيادة وضع البيض من قبل الإناث التي تفضل وضع بيضها مع ذكور تملك بيضًا.
كانت معرفة ثراء الأنواع ووفرتها في منطقة معينة جزءًا مهمًا من علم البيئة منذ تأسيسه. يمكن استخدام السلوك الحيواني في طرق التعداد والمراقبة لتقييم وتتبع حالة الأنواع المهددة. في الكثير من الأحيان، ينطوي ذلك على استخدام إشارات التواصل أو السلوكيات الواضحة الأخرى لتحديد موقع الأنواع وحساب تعدادها. على سبيل المثال، يمكن استخدام معرفة السلوك في تحديد موقع الطيور عن طريق نداءات التزاوج الخاصة بها، أو عد الثدييات التي تنشط أكثر في موسم التزاوج، أو تتبع أصوات الحيتان والإشارات فوق الصوتية الخاصة بالدلافين. يمكن أن يوفر تحليل صلاحية المجتمعات (Population Viability Analsis) معلومات مهمة عند تقييم حالة نوع معين والمساعدة في تقدير أولويات حفظ الأنواع. تحليل صلاحية المجتمعات هو عملية تساعد على تحديد احتمال انقراض نوع ما خلال عدد معين من السنوات. يمكن أن يؤخذ السلوك في الاعتبار إلى جانب البقاء على قيد الحياة والتكاثر كمعامل في نماذج صلاحية المجتمعات. هذه السلوكيات تؤثر على التركيب السكاني للمجتمعات، مثل الهجرة والنزوح والانتشار وانحدار زواج الأقارب.

### التحديات
كان هنالك بعض القلق في مجال حفظ الأنواع المعتمد على السلوك حيال عدم وجود ترابط رسمي بين السلوك والحفظ الحيوي، والأخطاء التي كان من الممكن تخطيها والتي ارتُكبت في حفظ الأنواع.
قيل إن التقدم النظري في علم السلوك لم يقدم سوى القليل من المساهمات العملية للحفظ الحيوي. في حين أن السلوك النظري ربما لم يتكامل بشكل تام مع حفظ الأنواع، ولكن أهميته واضحة وتطبيقاته ضرورية.